# Mouhamadou-Naby Sarr
Mouhamadou-Naby Sarr (født 13. august 1993 i Marseille, Frankrig) er en fransk fodboldspiller med senegalske rødder, der spiller som forsvarsspiller for Charlton i England.

## Klubkarriere

### Lyon
Sarr blev i 2012 rykket op til senior truppen. Han fik rygnummer 15.
Den 6. december 2012 fik Sarr sin debut for klubben i en Europa League kamp mod Hapoel Ironi Kiryat Shmona. Sarr scorede, og Lyon vandt 2-0.

## Landshold
Sarr har spillet for blandt andet Frankrigs U21 landshold. Herudover har han også spillet for landets U20 landshold i 2012-2013, som han spillede 8 kampe for.